# Động đất Fiordland 2009
Động đất Fiordland 2009 (tiếng Anh: 2009 Fiordland earthquake) là trận động đất xảy ra vào lúc 21:22 (NZST), ngày 15 tháng 7 năm 2009. Trận động đất có cường độ 7.8 richter, tâm chấn độ sâu khoảng 12 km. Động đất đã gây ra sóng thần cao 2,3 m. Không có báo cáo thiệt hại xảy ra sau động đất.